# نور بوتانیا
نور بوتانیا (به ارمنی: Նոր Բութանիա)یک روستا در ارمنستان است که در ایروان واقع شده‌است.